# Benedikt III.
Benedikt III. († 17. April 858 in Rom) war Papst von 855 bis 858. 

## Leben
Während der Papstwahl kam es zu Tumulten zwischen den Anhängern der Kandidaten. Zunächst wurde er von dem von der kaiserlichen Partei unterstützten Gegenpapst Anastasius III. abgesetzt und eingekerkert. Als jedoch Anastasius’ Unterstützung schwand, wurde Benedikt befreit und am 29. September 855 geweiht. Als Papst gelang es ihm, den Einfluss des Papsttums innerhalb der Kirche zu steigern. Benedikt setzte sich für die Heilighaltung der Ehe ein und bekämpfte den Sittenverfall des Adels und des hohen Klerus. Des Weiteren protestierte er gegen die Absetzung von Bischöfen durch Laien in England. Während seines Pontifikats verschärften sich die Spannungen zwischen der römischen und der orthodoxen Kirche in Byzanz. Am 17. April 858 starb er in Rom.

## Benedikt III. und die Legende um Päpstin Johanna

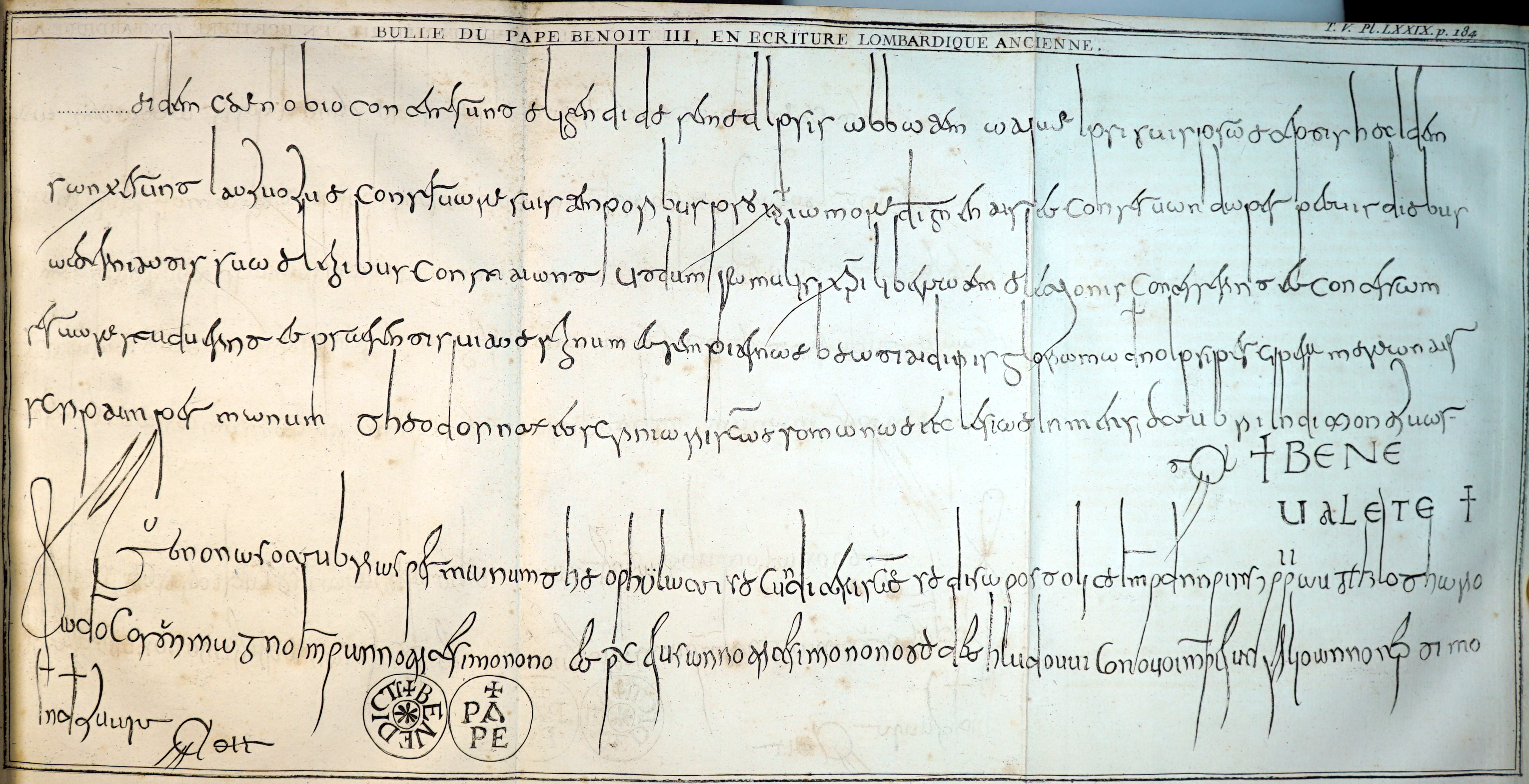
Bulle Papst Benedikts III. (Druck von 1760)

Das Pontifikat Benedikts III. wird häufig im Zusammenhang mit der Legende von einer Päpstin Johanna genannt. Laut einigen umstrittenen Theorien amtierte diese Päpstin zwischen den Pontifikaten Leos IV. und Benedikts III. Zwar ist Benedikt III. laut allen aktuellen Papstlisten der offizielle Nachfolger von Papst Leo IV. Es liegen aber nur relativ wenig belegte Informationen über ihn vor. Anhänger der Päpstinnenlegende vermuten deshalb, dass Benedikt III. von der römisch-katholischen Kirche im 17. Jahrhundert erfunden wurde, um Päpstin Johanna aus der Geschichte zu tilgen. Heute gehen die meisten Historiker davon aus, dass die Johanna-Geschichte eine der im Mittelalter sehr beliebten erfundenen Legenden über die Kirche ist. Ein Indiz dafür sei, dass die Päpstin Johanna erst im 13. Jahrhundert in den Liber Pontificalis eingetragen wurde, nach der Veröffentlichung der Chronik des Martin von Troppau, der die Päpstin erstmals 1277 erwähnte, 400 Jahre nach ihrem angeblichen Pontifikat. Es existieren jedoch keine weiteren früheren Quellen, welche diese These untermauern würden (vgl. Päpstin Johanna).